# Palma el Joven

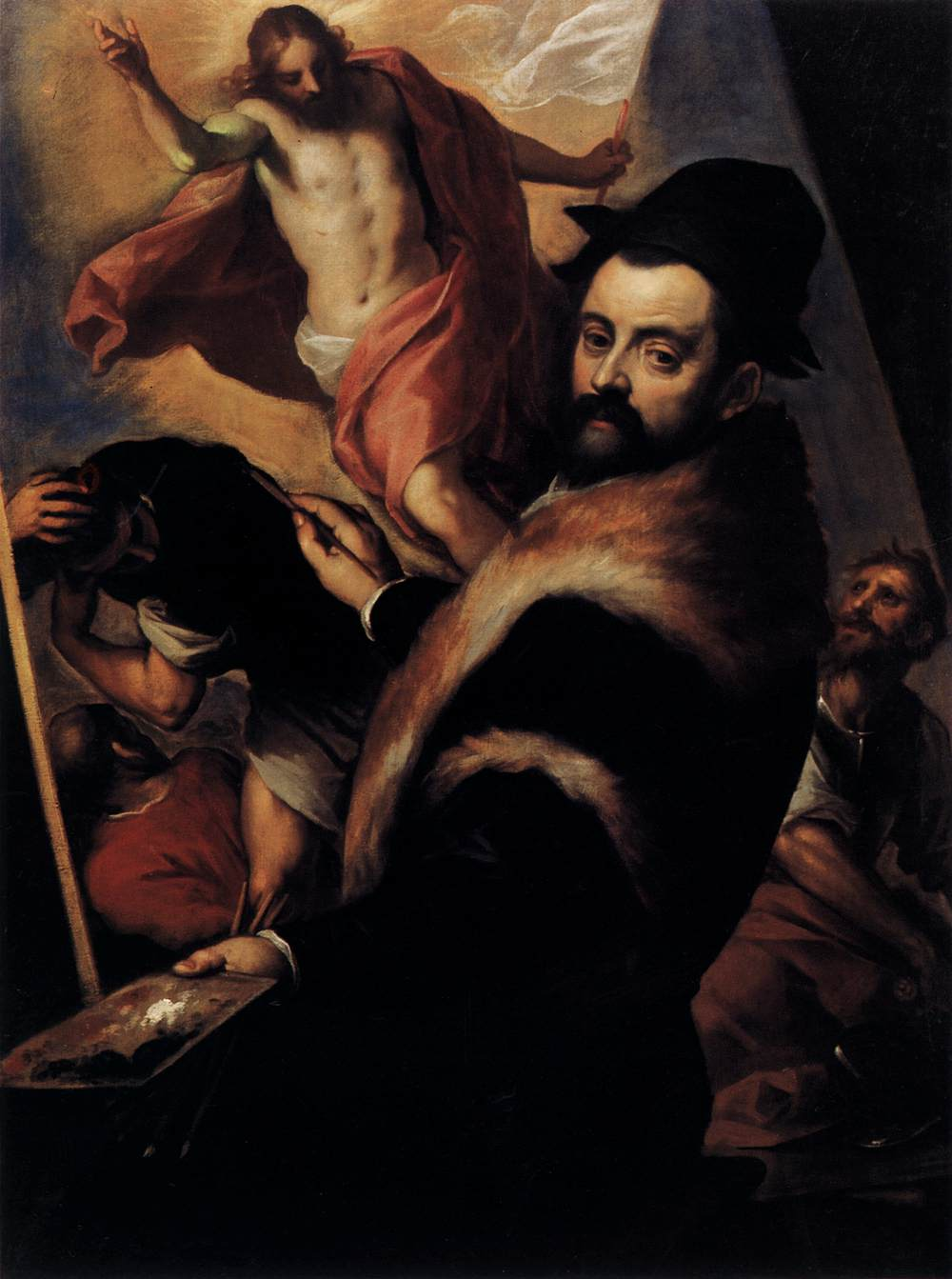
Palma el Joven, en un Autorretrato.

Antonio di Jacopo Negretti, apodado Palma el Joven y en italiano Palma il Giovane (Venecia, 1544 - ibíd., 1628) fue un pintor manierista italiano, sobrino-nieto de Palma el Viejo, y última figura destacable de la pintura veneciana del siglo XVI.

## Biografía
El comienzo de su producción artística data de 1565 con su padre Antonio Negretti, en Venecia. Absorbió influencias de Rafael y Tiziano, y después de otros artistas, lo que le permitió fusionar la riqueza de colorido típicamente veneciana con figuras más sólidas al modo florentino y romano.

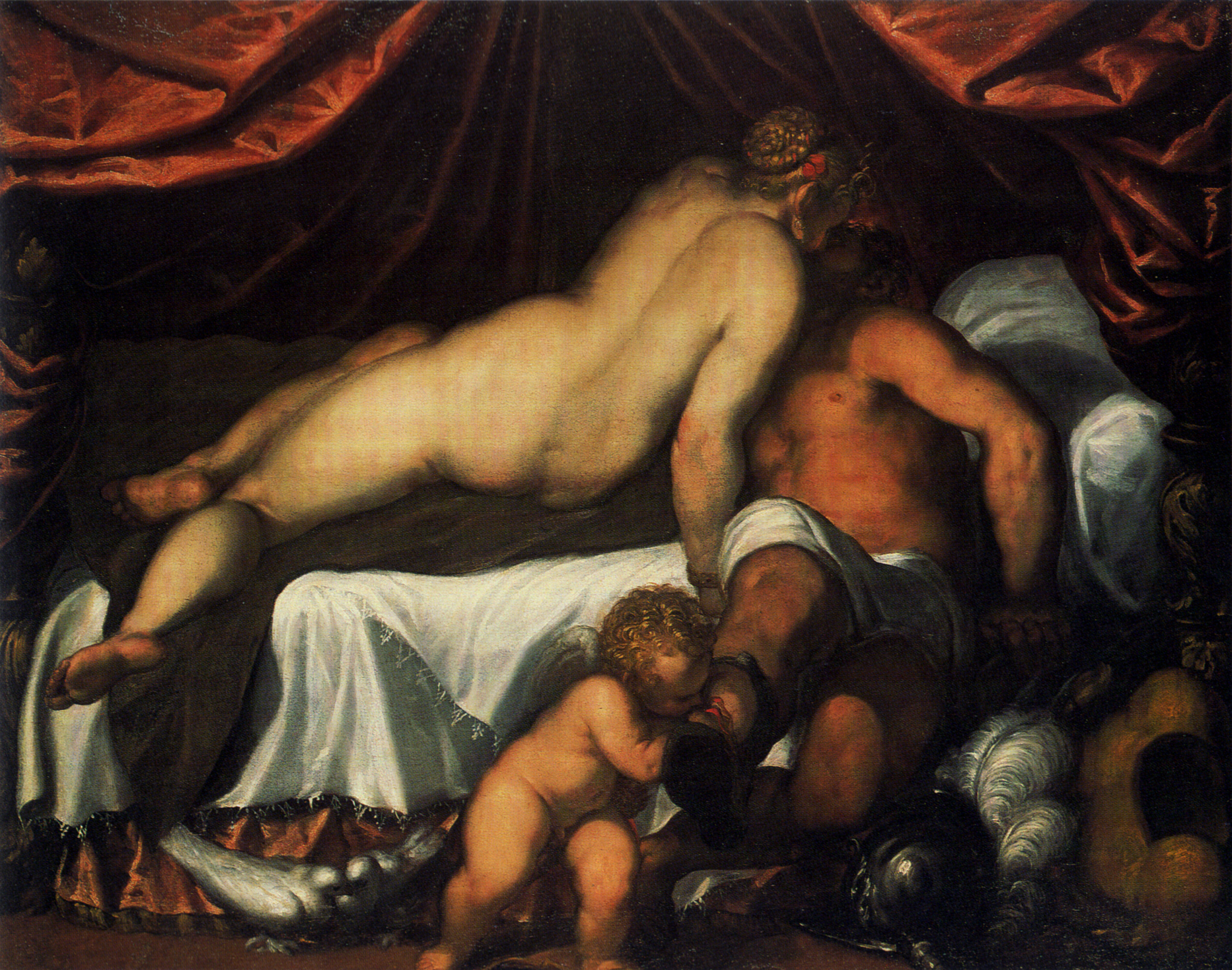
Venus y Marte, pintura de Palma el Joven (National Gallery de Londres).

Pasó ocho años en Roma, donde copió a Miguel Ángel y a Polidoro da Caravaggio, frecuentó a los manieristas romanos y asimiló las exigencias de la Contrarreforma. Descubrió y siguió los principios de la pintura de Zuccaro, Salviati y Santi di Tito.
De regreso en Venecia después de 1569, trabajó en diversas copias de Tiziano. Cuando el gran maestro falleció en 1576, Palma el Joven terminó su famosa Pietà inacabada para la iglesia de los Frari.
Por las diversas influencias de sus contemporáneos y sus predecesores, adquirió una habilidad técnica y un lugar destacable en la escuela veneciana, que ya entraba en declive. No formó a ningún discípulo.

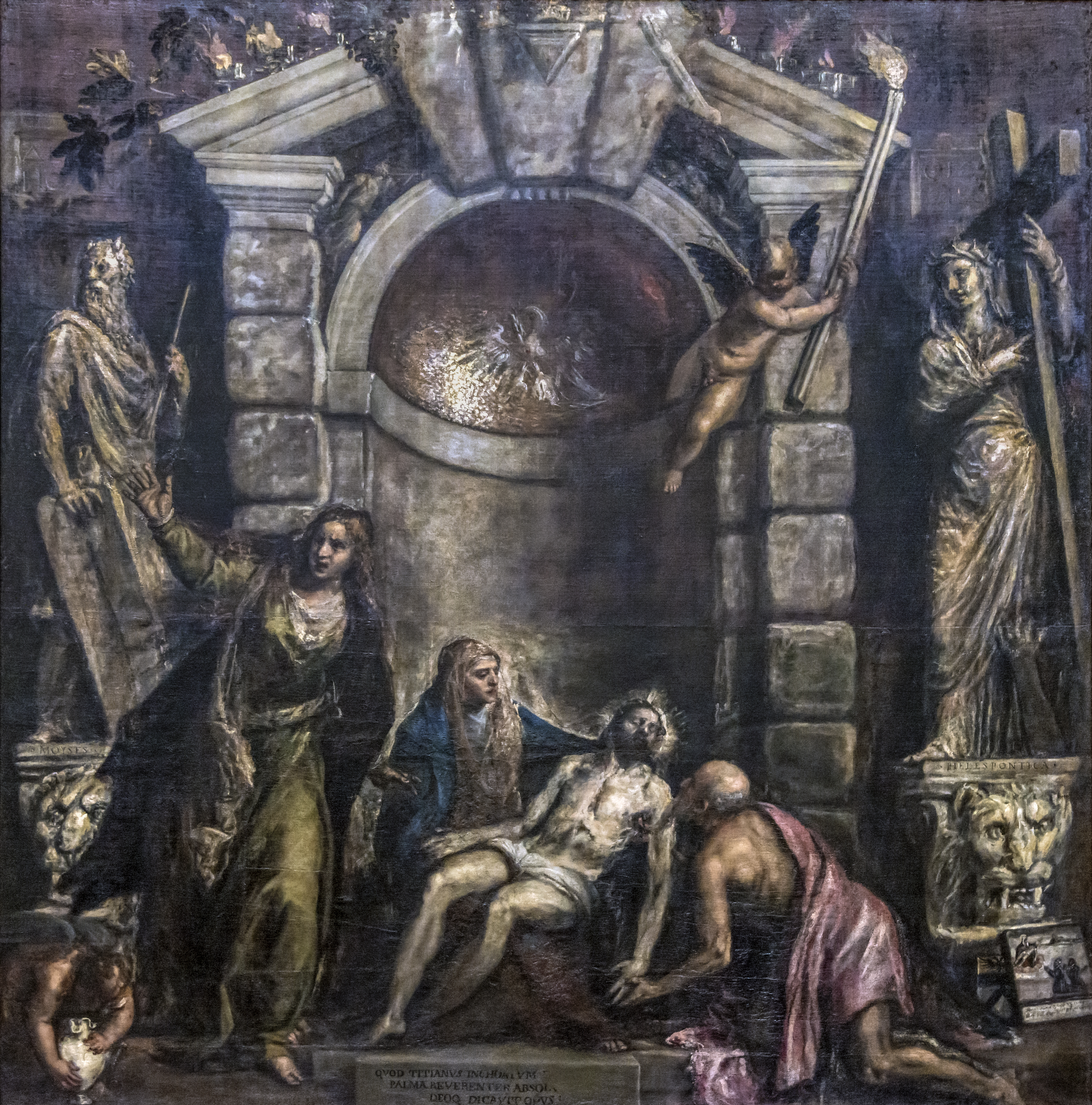
La Piedad que Tiziano dejó inacabada al morir, y que fue completada por Palma el Joven.

En 1574, después del incendio del Palacio ducal, participa activamente con Veronés, Marco Vecellio, Jacopo y Domenico Tintoretto, y Francesco y Leandro Bassano, en la restauración de las salas del Senado, del Escrutinio y del Gran Consejo.
Su eclecticismo y productividad le llevaron de los temas religiosos a los históricos y mitológicos, y de la pintura al grabado mediante la técnica del aguafuerte.
Dos obras destacables de este artista se conservan en el Museo del Prado de Madrid: La conversión de Saulo y David vencedor de Goliat. Otro lienzo de gran formato, La preconización de un cardenal, se guarda en el Museo Cerralbo de la misma ciudad.

## Obras
- La Historia de Psyché por el rey Segismundo de Polonia (~1580),
- Proyectos de mosaicos para la Basílica de San Marcos de Venecia
- Bajada de la Cruz en San Giacomo dell'Orio,
- La Historia de la Orden de la Cruz,  Escenas de la Biblia en el oratorio de Crociferi (1589-1592)
- Trece cuadros para la Escuela de San Gerolamo(1600)
- El vestíbulo del Gran Salón del Consejo del Palacio Ducal (1615)